# Латвийский жестовый язык
Латвийский жестовый язык —  язык, которым преимущественно владеют глухие и слабослышащие люди Латвии. Он принадлежит к семье французского жестового языка, от которого отделился примерно в 1806 году.

## Алфавит
В латышском языке жестов есть пальцевый алфавит для букв латышского алфавита. Им обозначают латышские слова, жесты для которых не существуют или неизвестны одному из говорящих.
При изображении букв с диакритическими знаками дактильный алфавит использует тот же знак, что и для буквы без диакритических знаков, но дополняет его движением. Буквы с отметками длины обозначаются показом знака соответствующей гласной и горизонтальным движением в сторону от себя (другие языки жестов, такие как амслен, имеют тенденцию изображать так повторение буквы). Буквы со знаками смягчения показаны с помощью соответствующего согласного и движения руки по дуге, расположение которой в пространстве для разных букв различно.